# Зигмонди, Карл
Карл Зигмонди (нем. Karl Zsigmondy; 27 марта 1867 — 14 октября 1925) — австро-венгерский математик. Известен как автор теоремы Зигмонди. Брат лауреата Нобелевской премии по химии Рихарда Адольфа Зигмонди.

## Биография
Родился 27 марта 1867 года в Вене в семье известного австрийского врача Адольфа Зигмонди. Он был четвёртым сыном в семье. Отец поощрял занятия детей наукой, а мать старалась приобщить детей к спорту.
В 1886 году поступил в Венский университет, который окончил в 1890 году. Затем учился в Берлинском, Гёттингенском и Парижском университетах. Но в 1894 году вернулся домой и до конца жизни работал в Венском университете.